# زبیگنیف بوچکوفسکی
زبیگنیف بوچکوفسکی (لهستانی: Zbigniew Buczkowski؛ زادهٔ ۲۰ مارس ۱۹۵۱) بازیگر اهل لهستان است.
از فیلم‌ها یا برنامه‌های تلویزیونی که وی در آن نقش داشته‌است، می‌توان به سرنوشت‌های لهستانی، سرگذشت استاد تواردوفسکی، به‌دور از جاده، هفت آرزو، مرشد و مارگاریتا، اجاره‌نشین‌ها، نبرد مقدس، مادران، حوزه استحفاظی ۱۳، مرد آهنین، یانا و لیور اشاره کرد.